# Cristoforo Palmieri (vescovo di Sovana)
Cristoforo Palmieri (Siena, 1675 circa – Pitigliano, 26 marzo 1739) è stato un vescovo cattolico italiano.

## Biografia
Nato da una nobile famiglia senese intorno al 1675, fu docente di teologia e curato della chiesa di San Pietro in Monsindoli, presso Siena.
Il 14 marzo 1728 venne consacrato vescovo di Sovana dal cardinale Antonio Felice Zondadari, nella chiesa dei Santi Domenico e Sisto a Roma. Nel corso del suo episcopato effettuò due visite pastorali, nel 1728 e nel 1733, e inaugurò il convento dei padri passionisti al Monte Argentario.
Morì il 26 marzo 1739 a Pitigliano e fu sepolto nel convento di San Francesco.

## Genealogia episcopale
La genealogia episcopale è:
- Cardinale Scipione Rebiba
- Cardinale Giulio Antonio Santori
- Cardinale Girolamo Bernerio, O.P.
- Arcivescovo Galeazzo Sanvitale
- Cardinale Ludovico Ludovisi
- Cardinale Luigi Caetani
- Cardinale Ulderico Carpegna
- Cardinale Paluzzo Paluzzi Altieri degli Albertoni
- Cardinale Gaspare Carpegna
- Cardinale Fabrizio Paolucci
- Cardinale Antonio Felice Zondadari
- Vescovo Cristoforo Palmieri